# Pic Toussidé
Ne doit pas être confondu avec Tarso Toussidé.
Le pic Toussidé, ou Ehi Toussidé, est un volcan du Tchad, point culminant du Tarso Toussidé avec 3 296 mètres d'altitude. Il a émis jusqu’à une époque récente de longues coulées de lave. Il forme un cône de 8 à 9 kilomètres de diamètre aux pentes moyennes mais atteignant 45° dans les deux cents derniers mètres. Le nom Toussidé signifierait « qui a tué les Tou par le feu » (Toubou = « peuple des Tou »).

## Géographie

### Situation
Le Toussidé est situé dans le Nord-Ouest du Tchad, dans la partie centrale du Sahara, à l'extrémité occidentale du Tarso Toussidé, un plateau d’où émerge un ensemble de volcans du massif du Tibesti. À l'est, il domine de près de mille mètres le Yirrigué, une caldeira d’effrondement sur laquelle il s'est partiellement édifié, et au sud-est le Doon ou Trou au Natron, une caldeira d’explosion. À proximité au nord-est par le Timi, un stratovolcan tout aussi récent atteint 3 040 mètres. Administrativement, il est situé dans la région du Tibesti.

### Altitude
La première altitude donnée au Toussidé, 3 265 mètres, a été calculée le 14 octobre 1915 par Jean Tilho à partir d'une distance (obtenue par intersection d'un azimut géographique déterminé astronomiquement à Bardaï et d'un azimut magnétique observé à Derkeï), d'une hauteur angulaire (mesurée au théodolite du haut du mirador du poste de Bardaï) et de l’altitude de Faya qu’il avait longuement calculée pour lui servir de référence pour l’ensemble de ses missions. Les cartes de l'Institut géographique national portent cette altitude jusque dans les années 1970.
À la suite des nivellements de précision de 1958-1959 et de 1963-1964, la carte IGN au 1/200 000 Bardaï (NF 33 XI), édition de 1977, indique 3 315 mètres.
En 2007, l'altitude du point culminant donnée par l'équipe de Clive Oppenheimer est de 3 296 mètres.

### Géologie
Le pic Toussidé est un stratovolcan formant un cône exactement centré sur la faille bordière occidentale du Yirrigué. Sa pente moyenne de 10 à 15° prouve qu’on a bien affaire à un stratovolcan où les laves dominent pourtant. Seuls le cône terminal et quelques puys adventifs au sud-ouest sont essentiellement formés de lapilli et de scories à demi-cimentés et présentent des pentes de 40 à 45°. Il s’est établi sur un substratum de schistes antécambriens et de grès ordoviciens au sud et à l’ouest, de schistes antécambriens et de grès crétacés au nord et à l’est. Ce substratum s’élève progressivement de 900 au sud près de Zouar jusqu’à plus de 2 000 mètres au sud-est immédiat du Toussidé.
Il est constitué principalement de laves dont les coulées dépassent les vingt kilomètres sur son flanc occidental atteignant alors les grès paléozoïques. Ces coulées couvrent au total environ 200 km2. Le volume du cône est estimé à 12 km3 pour un volume total émis de 20 km3. Elles constituent un ensemble très chaotique dont les formes de détail indiquent une lave assez fluide avec des tunnels, canaux et grottes de lave avec quelques stalactites. Elles présentent un aspect très frais et se montrent grossièrement cordées. Ce sont des laves noires à faciès soit vitreux et compact, soit finement bulleux, soit scoriacé, soit surtout porphyrique à phénocristaux losangiques. Sur le plan pétrographique ces laves sont des trachytes et des trachyandésites, dont la composition moyenne correspond à des doréites.

## Histoire

### Histoire éruptive
L'histoire éruptive du Toussidé est mal connue, la région dans laquelle il s'élève étant faiblement habitée. Ainsi, si la date de sa dernière éruption est inconnue, les coulées de lave atteignant au sud le tarso ont moins de 2 000 ans et, la topographie le montre, ce ne sont pas les plus récentes. La transcription de son nom en français, « qui a tué les Tou par le feu », est tout à fait significative (« Tou » signifiant le peuple Toubou).
Une intense activité volcanique se maintient à son sommet, constitué de produits pyroclastiques, lapilli et scories aux couleurs claires, sous forme de fumerolles qui apparaissent dès 3 000 mètres d’altitude et dont les températures varient de 40 °C vers 3 000 mètres à 60 °C au sommet. Dans la petite caldeira sommitale, les jets de vapeur sont très puissants et bruyants, comparables à ceux émis par les anciennes locomotives à vapeur. Le naturaliste Philippe Bruneau de Miré en a laissé une description très concrète. De la base, ces vapeurs ne sont visibles que lorsque des conditions de températures et d'hygrométrie favorables sont réunies, ce qui se produit rarement tant l'air est sec. Ces vapeurs prennent alors l'aspect d'un mince filet blanc comparable à celui émis par un petit réacteur d'avion. En 2011, les astronautes de la Station spatiale internationale ont photographié un panache de fumée d'un kilomètre de long, complètement inaperçu pour quiconque sur Terre.

### Premières ascensions
Les sommets du Tibesti ne présentent en général que peu de difficultés mais leur ascension est tardive car la région est très isolée. Les premières personnes connues à être montées au sommet du pic Toussidé sont des marabouts venus de Koufra. Leur présence est attestée par les ruines d'un lieu de pèlerinage au pied sud-ouest du cône volcanique. Le premier à avoir décrit dans un livre le Toussidé (et le Doon, le Trou au Natron) est Gustav Nachtigal, en 1869, mais sa description est très imparfaite en raison vraisemblablement d'une observation depuis un point éloigné. Le second est Burthe d'Annelet (1870-1945). Toutefois, le 20 novembre 1929, s'il longe le Doon, pressé par le temps et les températures négatives, il regrette de ne pouvoir y monter. Pour parer cette lacune, au cours d'une nouvelle mission en 1934, il se détourne de son itinéraire et parvient au sommet au cours d'une randonnée les 9 et 10 avril 1934, à l'âge de 64 ans. Il apprend plus tard que le lieutenant Ibos, chef du poste administratif de Wour, dont il avait été l’hôte le 2 mars, l'a précédé de quelques jours le 4 mars. D'autres officiers en ont vraisemblablement fait l'ascension sans en laisser d'écrit. Wilfred Thesiger, après être monté à l'Émi Koussi fin août 1938, s'arrête au pied du Toussidé à la mi-septembre se contentant d'admirer le Doon. En 1940, Théodore Monod, qui fait son service militaire à Bardaï, en fait l'ascension le 9 mai 1940 sur le chemin de son retour à Dakar.
Le Toussidé devient après la guerre l'un des objectifs de nombreuses missions scientifiques : Pierre Vincent, volcanologue, y monte en 1957 avec Bernard Gèze, Henri Hudeley et Philippe Wacrenier puis en 1967 avec cette fois Haroun Tazieff, Giorgio Marinelli, ami de Tazieff et patron de la volcanologie italienne et Pierre Bordet. Philippe Bruneau de Miré, entomologiste passionné de botanique, y va également en septembre 1958, emmenant avec lui le botaniste Pierre Quézel.